# Adducție
Adducția (lat. adductio "apropiere" ; MED.) reprezintă mișcarea de apropiere a unui membru sau a unui segment de membru de axul median al corpului sau de axul median al mâinii, în cazul mișcării degetelor. Mușchiul care efectuează mișcarea de adducție poartă numele de mușchi adductor.
Acest articol conține text din Dicționarul enciclopedic român (1962-1966), aflat acum în domeniul public.